# 藏川杨
藏川杨（学名：Populus szechuanica var. tibetica）为杨柳科杨属下的一个变种。

## 扩展阅读
- 維基物種上的相關：藏川杨